# U.S. Route 64 (Arizona)
La U.S. Route 64 o Ruta Federal 64 (abreviada US 64) es una autopista federal ubicada en el estado de Arizona. La autopista inicia en el oeste desde la US 164     en Teec Nos Pos hacia el este en la US 64  en la frontera con Nuevo México cerca de Teec Nos Pos. La autopista tiene una longitud de 6,6 km (4.1 mi).

## Mantenimiento
Al igual que las carreteras estatales, las carreteras interestatales, y el resto de rutas federales, la U.S. Route 64 es administrada y mantenida por el Departamento de Transporte de Arizona por sus siglas en inglés ADOT.